# Consciência

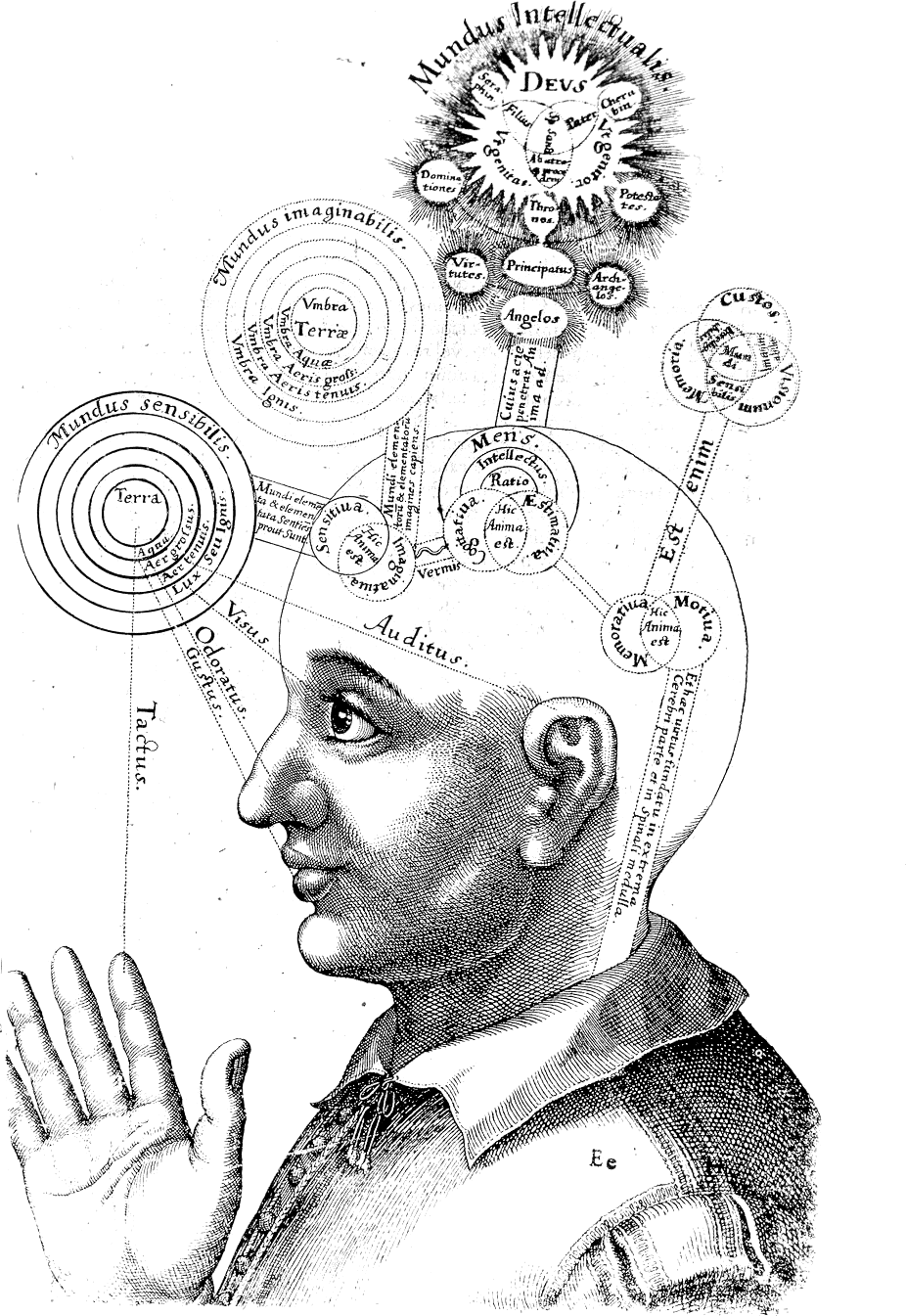
Representação gráfica de consciência do século XVII.

Consciência, na sua forma mais simples, é a ciência da existência interna e externa. No entanto, a sua natureza levou a milênios de análises, explicações e debates por parte de filósofos, teólogos e cientistas. As opiniões divergem sobre o que exatamente precisa ser estudado ou mesmo considerado como "consciência". 
Em algumas explicações, o termo é sinônimo de mente e, em outras ocasiões, de um aspecto da mente. No passado, era a “vida interior”, o mundo da introspecção, do pensamento privado, da imaginação e da volição. Atualmente, muitas vezes inclui qualquer tipo de cognição, experiência, sentimento ou percepção. Pode ser consciência da consciência, metacognição ou autoconsciência, mudando continuamente ou não. A diversidade de pesquisas, noções e especulações desperta a curiosidade sobre se as perguntas certas estão sendo feitas sobre esse tema.
Exemplos da ampla gama de descrições, definições ou explicações são: distinção ordenada entre o eu e o ambiente, a simples vigília, o senso de individualidade ou alma explorado pelo "olhar para dentro"; sendo um "fluxo" metafórico de conteúdos, ou sendo um estado mental, evento mental ou processo mental do cérebro.

## Etimologia
As palavras "consciente" e "consciência" derivam do latim conscius (con- “juntos” e scio “conhecer”) que significava “conhecer com” ou “ter conhecimento conjunto ou comum com outro”, especialmente no que diz respeito a compartilhar um segredo. Thomas Hobbes em Leviathan (1651) escreveu: "Onde dois ou mais homens conhecem um e o mesmo fato, diz-se que estão conscientes dele um para o outro." Houve também muitas ocorrências nos escritos latinos da frase conscius sibi, que se traduz literalmente como "conhecer consigo mesmo", ou em outras palavras, "compartilhar conhecimento consigo mesmo sobre algo".
O latim conscientia, literalmente 'conhecimento com', aparece pela primeira vez em textos jurídicos romanos de escritores como Cícero. Significa um tipo de conhecimento partilhado com valor moral, especificamente o que uma testemunha sabe dos actos de outra pessoa. Embora René Descartes (1596-1650), escrevendo em latim, seja geralmente considerado o primeiro filósofo a usar conscientia de uma forma menos parecida com o significado tradicional e mais parecida com a forma moderna usada para o "consciência", seu significado e definição não estão em lugar nenhum. Em Regulæ ad directionem ingenii ut et inquisitio veritatis per lumen naturale, Amsterdã 1701) ele escreveu a palavra  conscientiâ, vel interno testimonio (traduzível como "consciência, ou testemunho interno"). Pode significar o conhecimento do valor dos próprios pensamentos.

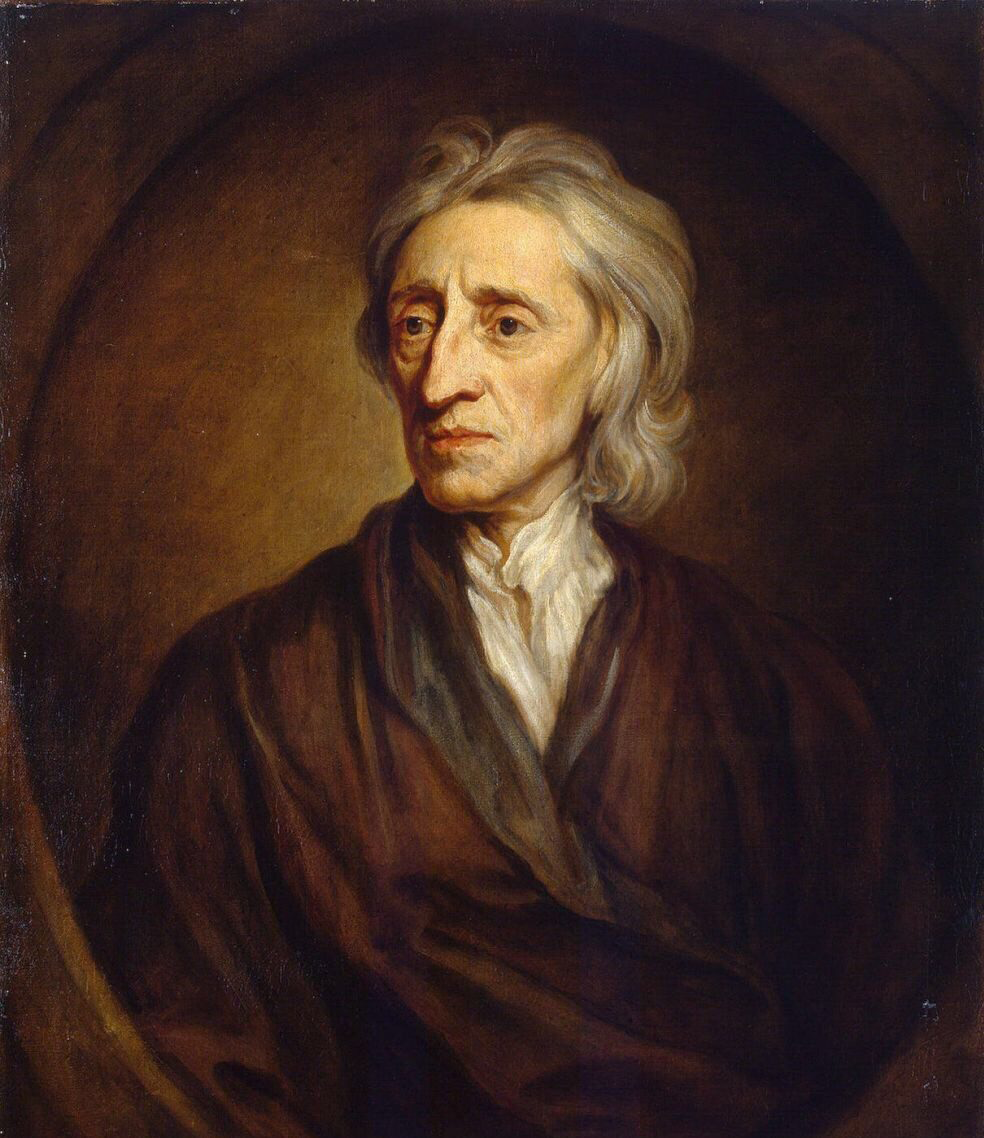
John Locke, um filósofo britânico do século XVII do Iluminismo

A origem do conceito moderno de consciência é frequentemente atribuída a John Locke que definiu a palavra em sua obra Ensaio acerca do Entendimento Humano, publicada em 1690, como “a percepção do que se passa na própria mente de um homem”. O ensaio influenciou fortemente a filosofia britânica do século XVIII e a definição de Locke apareceu no célebre Um Dicionário da Língua Inglesa de Samuel Johnson (1755).
O termo francês conscience é definidono volume de 1753 da Encyclopédie de Diderot e d'Alembert como "a opinião ou sentimento interno que nós mesmos temos a partir do que fazemos".

## Problema da definição
Cerca de quarenta significados atribuídos ao termo “consciência” podem ser identificados e categorizados com base em “funções” e “experiências”. As perspectivas de alcançar qualquer definição de consciência única, acordada e independente da teoria parecem remotas.

Os estudiosos estão divididos quanto à questão de saber se Aristóteles tinha um conceito de consciência. Ele não usa nenhuma palavra ou terminologia que seja claramente semelhante ao fenômeno ou conceito definido por John Locke. Victor Caston afirma que Aristóteles tinha um conceito mais claramente semelhante à consciência perceptiva.
As definições modernas da palavra nos dicionários evoluíram ao longo de vários séculos e refletem uma série de significados aparentemente relacionados, com algumas diferenças que têm sido controversas, como a distinção entre 'consciência interior' e 'percepção' do mundo físico, ou a distinção entre 'consciente' e 'inconsciente', ou a noção de uma "entidade mental" ou "atividade mental" que não é física. O Cambridge Dictionary define consciência como "o estado de compreensão e realização de algo". O Oxford Living Dictionary define consciência como "o estado de estar consciente e responsivo ao ambiente", "a consciência ou percepção de algo por uma pessoa" e "a consciência de si mesma e do mundo pela mente".
Filósofos tentaram esclarecer as distinções técnicas usando um jargão próprio. Por exemplo, em 1998, a Enciclopédia de Filosofia Routledge define a consciência da seguinte forma:

Consciência—Os filósofos usaram o termo 'consciência' para quatro tópicos principais: conhecimento em geral, intencionalidade, introspecção (e o conhecimento que ela gera especificamente) e experiência fenomenal... Algo dentro da mente de alguém é 'introspectivamente consciente' apenas no caso de alguém introspectá-lo (ou estar preparado para fazê-lo). Muitas vezes acredita-se que a introspecção fornece o conhecimento primário da vida mental. Uma experiência ou outra entidade mental é “fenomenalmente consciente” apenas no caso de haver “algo como” para alguém tê-la. Os exemplos mais claros são: experiência perceptiva, como degustações e visitas; experiências corporais sensacionais, como dores, cócegas e coceiras; experiências imaginativas, como as das próprias ações ou percepções; e fluxos de pensamento, como na experiência de pensar “em palavras” ou “em imagens”. A introspecção e a fenomenalidade parecem independentes ou dissociáveis, embora isto seja controverso.

### Metáforas tradicionais para 'mente'
Durante o início de 1800, a geologia estava descobrindo camadas enterradas de história na crosta terrestre, inspirando uma metáfora popular de que a mente também havia escondido "camadas que registravam o passado do indivíduo".:3Em 1875, a maioria dos psicólogos acreditava que "a consciência era apenas uma pequena parte da vida mental":3 e essa ideia está subjacente ao objetivo da terapia freudiana, de expor a camada inconsciente da mente.
Em 1892, William James observou que a "palavra ambígua 'conteúdo' foi recentemente inventada em vez de 'objeto'" e que a metáfora da mente como um recipiente parecia minimizar o problema dualista de como "estados de consciência podem reconhecer" as coisas, ou objetos;:465 em 1899, os psicólogos estavam ocupados estudando o "conteúdo da experiência consciente por meio da introspecção e da experiência".:365 Outra metáfora popular foi a "doutrina do" fluxo de consciência" de James, com sua continuidade, suas "franjas e transições"".:vii Ele discutiu as dificuldades de descrever e estudar fenômenos psicológicos, reconhecendo que a terminologia comumente usada era um ponto de partida necessário e aceitável para uma linguagem mais precisa e cientificamente justificada. Os principais exemplos foram frases como “experiência interior” e “consciência pessoal”:
O primeiro e mais importante fato concreto que cada um afirmará pertencer à sua experiência interior é o fato de que algum tipo de consciência continua. 'Estados de espírito' se sucedem nele. [...] Mas todos sabem o que os termos significam [apenas] de uma forma aproximada; [...] Quando digo todo 'estado' ou 'pensamento' faz parte de uma consciência pessoal, 'consciência pessoal' é um dos termos em questão. Conhecemos seu significado enquanto ninguém nos pede para defini-lo, mas dar-lhe um relato preciso é a mais difícil das tarefas filosóficas. [...] Os únicos estados de consciência com os quais lidamos naturalmente são encontrados nas consciências pessoais, mentes, eus, eus e vocês particulares concretos.:152-153

### Da introspecção à consciência
Na filosofia antes do século XX, a consciência como fenômeno era o 'mundo interior' da 'própria mente' e a introspecção era a mente "atentando" a si mesma,:191–192 uma atividade aparentemente distinta daquela de perceber o 'mundo exterior' e seus fenômenos físicos. Em 1892, William James notou a distinção juntamente com dúvidas sobre o caráter “interior” da mente:

“Coisas” foram postas em dúvida, mas pensamentos e sentimentos nunca foram postos em dúvida. O mundo exterior, mas nunca o mundo interior, foi negado. Todos presumem que temos um conhecimento introspectivo direto da nossa atividade pensante como tal, da nossa consciência como algo interno e contrastado com os objetos externos que ela conhece. Contudo, devo confessar que, de minha parte, não posso ter certeza desta conclusão. ... Parece que a consciência como atividade interna era mais um postulado do que um fato dado sensatamente...:467
Na década de 1960, para muitos filósofos e psicólogos que falavam sobre consciência, a palavra não significava mais o 'mundo interior', mas uma categoria grande e indefinida chamada conscientização, como no exemplo a seguir:

É difícil para o homem ocidental moderno compreender que os gregos não tinham realmente nenhum conceito de consciência, na medida em que não classificavam fenômenos tão variados como a resolução de problemas, a recordação, a imaginação, a percepção, o sentimento de dor, o sonho e a ação, com base em que todas estas são manifestações de estar consciente ou consciente.:4
Muitos filósofos e cientistas têm ficado insatisfeitos com a dificuldade de produzir uma definição que não envolva circularidade ou imprecisão.  No Dicionário Macmillan de Psicologia (edição de 1989), Stuart Sutherland enfatizou a consciência externa e expressou mais uma atitude cética do que uma definição:

Consciência - Ter percepções, pensamentos e sentimentos; conhecimento. O termo é impossível de definir, exceto em termos que são ininteligíveis sem uma compreensão do que significa consciência. Muitos caem na armadilha de equiparar consciência com autoconsciência – para estar consciente, é necessário apenas estar ciente do mundo externo. A consciência é um fenômeno fascinante, mas elusivo: é impossível especificar o que é, o que faz ou por que evoluiu. Nada que valha a pena ler foi escrito nele.
Usar “conscientização”, entretanto, como definição ou sinônimo de consciência não é uma questão simples:

Se a consciência do meio ambiente... é o critério da consciência, então até os protozoários são conscientes. Se a consciência da consciência for necessária, então é duvidoso que os grandes símios e as crianças humanas estejam conscientes.

### Influência na pesquisa
Muitos filósofos argumentaram que a consciência é um conceito unitário que é compreendido pela maioria das pessoas, apesar da dificuldade que tiveram para defini-la. Max Velmans propôs que a "compreensão cotidiana da consciência" incontroversamente "refere-se à própria experiência e não a qualquer coisa particular que observamos ou experimentamos" e acrescentou que a consciência "é [portanto] exemplificada por todas as coisas que observamos ou experimentamos",:4 sejam pensamentos, sentimentos ou percepções. Velmans observou, no entanto, a partir de 2009, que havia um nível profundo de "confusão e divisão interna" entre os especialistas sobre o fenômeno da consciência, porque os pesquisadores não tinham "um uso suficientemente bem especificado do termo... para concordar que eles estão investigando a mesma coisa".:3
Dentro da comunidade de "estudos modernos da consciência", a frase técnica 'consciência fenomenal' é um sinônimo comum para todas as formas de consciência, ou simplesmente 'experiência',:4 sem diferenciar entre tipos internos e externos, ou entre tipos superiores e inferiores. Com os avanços na pesquisa do cérebro, "a presença ou ausência de fenômenos experimentados":3 de qualquer tipo está subjacente ao trabalho daqueles neurocientistas que procuram “analisar a relação precisa da fenomenologia consciente com o processamento de informação associado” no cérebro.:10  Este objetivo neurocientífico é encontrar os “correlatos neurais da consciência”. Uma crítica a este objetivo é que ele começa com um compromisso teórico com a origem neurológica de todos os "fenômenos experienciados", sejam eles internos ou externos. Além disso, o fato de que o 'conteúdo da consciência' mais fácil de ser analisado é "o mundo tridimensional experienciado (o mundo fenomênico) além da superfície do corpo":4 convida a outra crítica, a de que a maior parte da pesquisa sobre a consciência desde a década de 1990, talvez devido a preconceitos, se concentrou em processos de percepção externa.
Do ponto de vista da história da psicologia, Julian Jaynes rejeitou "visões populares, mas superficiais, da consciência":447 especialmente aqueles que o equiparam a “o mais vago dos termos, a experiência”.:8 Em 1976, ele insistiu que, se não fosse pela introspecção, que durante décadas foi ignorada ou tida como certa em vez de explicada, não poderia haver "concepção do que é a consciência":18 e em 1990, reafirmou a ideia tradicional do fenômeno denominado 'consciência', escrevendo que "sua definição denotativa é, como foi para Descartes, Locke e Hume, o que é introspectável".:450 Jaynes via a consciência como uma parte importante, mas pequena, da mentalidade humana e afirmou: "não pode haver progresso na ciência da consciência até que ... o que é introspectável é nitidamente distinto":447 dos processos inconscientes de cognição, como percepção, consciência reativa e atenção, além de formas automáticas de aprendizagem, resolução de problemas e tomada de decisão.:21-47
O ponto de vista da ciência cognitiva — com uma perspectiva interdisciplinar envolvendo campos como psicologia, linguística e antropologia — não requer uma definição consensual de 'consciência', mas estuda a interação de muitos processos além da percepção. Para alguns pesquisadores, a consciência está ligada a algum tipo de "individualidade", por exemplo, a certas questões pragmáticas, como o sentimento de agência e os efeitos do arrependimento e a ação na 'autoexperiência' do próprio corpo ou identidade social. Da mesma forma, Daniel Kahneman, que se concentrou em erros sistemáticos na percepção, memória e tomada de decisão, diferenciou entre dois tipos de processos mentais, ou "sistemas" cognitivos: as atividades "rápidas" que são primárias, automáticas e "não podem ser desligadas";:22 e as atividades "lentas", deliberadas e esforçadas de um sistema secundário "frequentemente associadas à experiência subjetiva de agência, escolha e concentração".:13 Os dois sistemas de Kahneman foram descritos como "correspondendo aproximadamente a processos inconscientes e conscientes".:8Os dois sistemas podem interagir, por exemplo, na partilha do controle da atenção :22  Embora o Sistema 1 possa ser impulsivo, "o Sistema 2 é responsável pelo autocontrole":26 e "quando pensamos em nós mesmos, nos identificamos com o Sistema 2, o eu consciente e racional que tem crenças, faz escolhas e decide o que pensar e o que fazer.":21
Alguns argumentaram que deveríamos eliminar o conceito da nossa compreensão da mente, uma posição conhecida como semanticismo da consciência.
Na medicina, uma terminologia de "nível de consciência" é usada para descrever a excitação e a capacidade de resposta de um paciente, que pode ser vista como uma série de estados que vão desde total alerta e compreensão, passando por desorientação, delírio, perda de comunicação significativa e, finalmente, perda de movimento em resposta a estímulos dolorosos. Questões de preocupação prática incluem como o nível de consciência pode ser avaliado em pessoas gravemente doentes, em coma ou anestesiadas, e como tratar condições nas quais a consciência está prejudicada ou perturbada. O grau ou nível de consciência é medido por escalas padronizadas de observação de comportamento, como a Escala de Coma de Glasgow.